# Chiesa del Santissimo Rosario di Pompei (Altamura)
La chiesa del Santissimo Rosario di Pompei è una chiesa cattolica situata nella città di Altamura. 

## Storia
L'origine della chiesa risale al 1963, allorché Mons. Antonio d'Erchia, prelato delle città di Altamura e Acquaviva delle Fonti, iniziò a ideare la realizzazione di una chiesa situata nel quartiere di via Pompei (ad Altamura), partita da una relazione del parroco della chiesa della Consolazione don Nicola Loiudice. Negli anni 1960 fu individuato il suolo su cui edificare la chiesa, e il suo proprietario, il dottor Donato Giannuzzi, "fu ben lieto di donarne una parte [...] per la realizzazione della nuova chiesa". I lavori iniziarono il 24 febbraio 1966 alle ore 11:00 (Mons. Antonio D'Erchia benedisse il suolo e pose la prima pietra, dando inizio ai lavori).

## Aspetti architettonici
La chiesa fu progettata dall'ingegner Angelo Baldassarre e dall'architetto Domenico Di Bari. La particolarità della sua architettura risiede nel fatto che la sua forma richiama quella di una barca a vela, "che scivola nel mare della vita". I lavori di costruzione, invece, furono affidati all'impresa edile di Lorenzo Giordano.

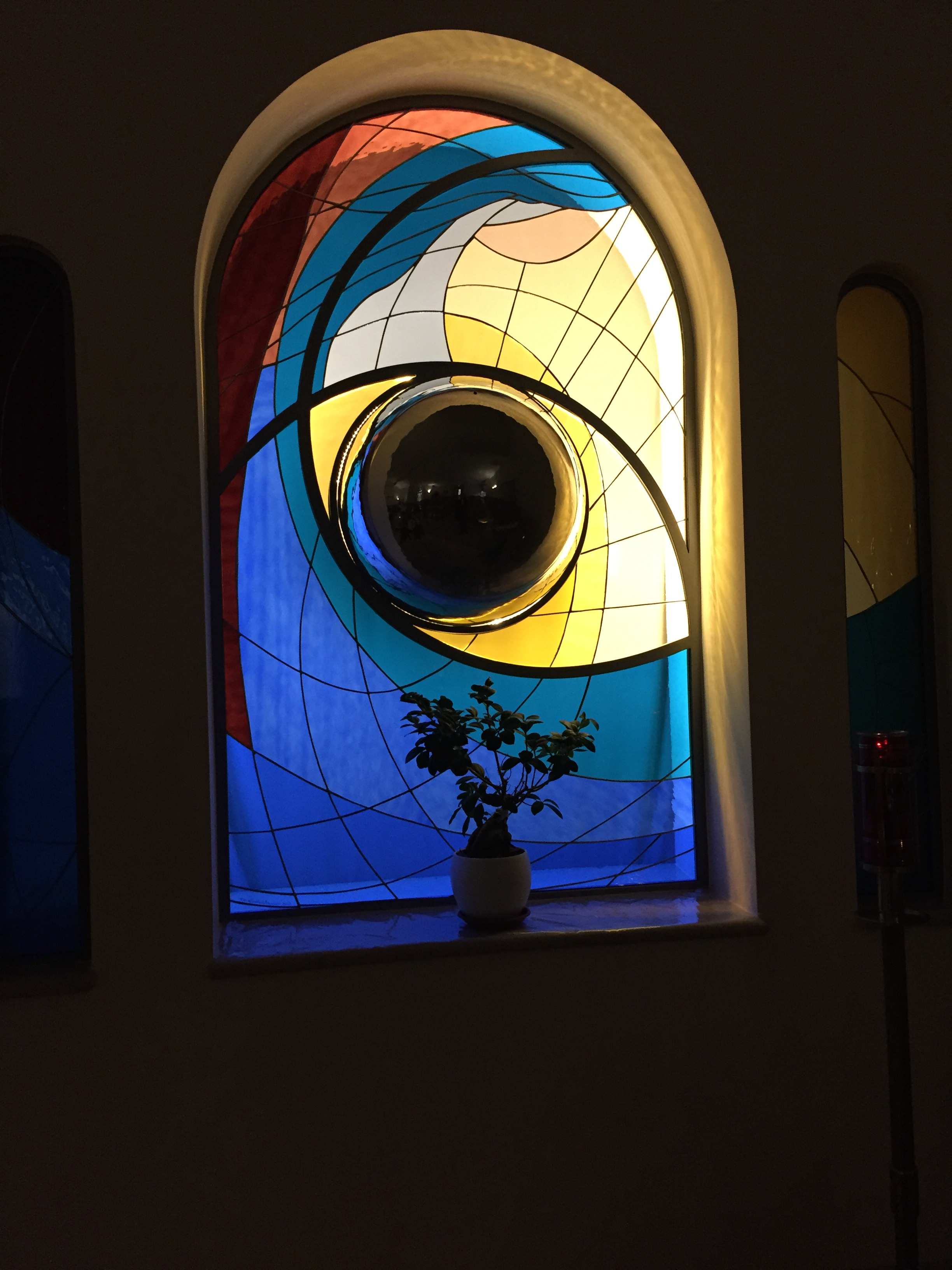
Il tabernacolo come si presenta oggi

Il 28 ottobre 1972 fu cementata nell'altare della chiesa una reliquia di San Nicostrato per opera di Mons. Michele Mincuzzi. Inoltre la chiesa è stata oggetto di alcuni interventi di ristrutturazione nel corso degli anni, i quali non hanno modificato in sostanza l'aspetto esterno della chiesa; l'unico intervento innovativo è stato semmai l'aggiunta di un orologio alla torre del campanile (risalente al periodo dei decenni anni 1990-anni 2000). L'ultimo intervento di restauro lo si è avuto nei primi anni 2010 (il 4 giugno 2012 iniziarono i lavori e l'11 ottobre 2012 Mons. Mario Paciello inaugurò la nuova chiesa). Alcune modifiche sono state apportate all'interno e in particolare il tabernacolo è stato modificato in più occasioni. La forma iniziale del tabernacolo ricordava quello di una perla e tale forma si è conservata anche negli interventi successivi.
Degno di nota è anche il mosaico esterno, raffigurante la Madonna con Gesù bambino e risalente alla metà degli anni 1990.

## Galleria d'immagini

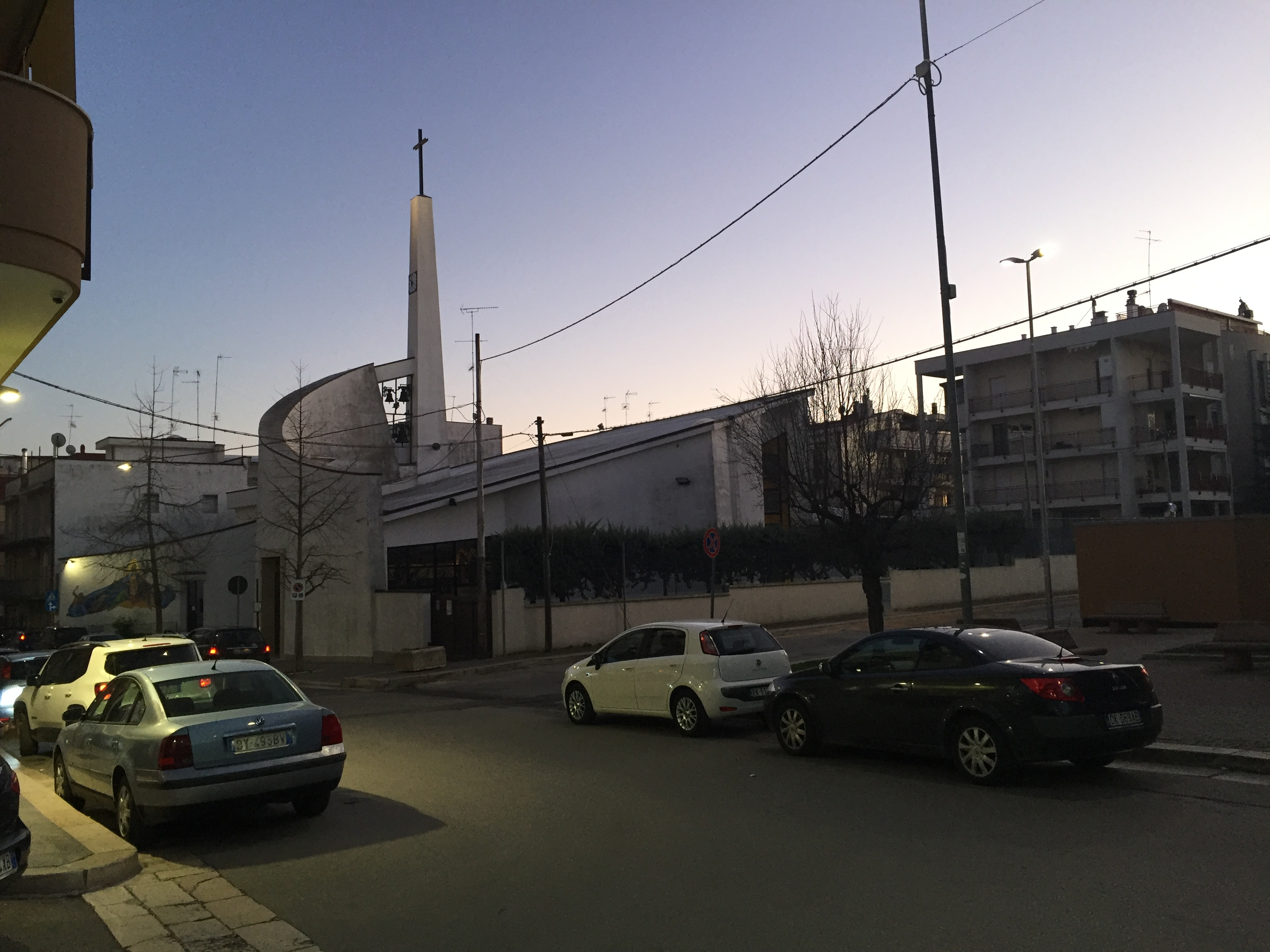
Vista della chiesa in lontananza - Il muro discendente assume l'aspetto della vela di una barca
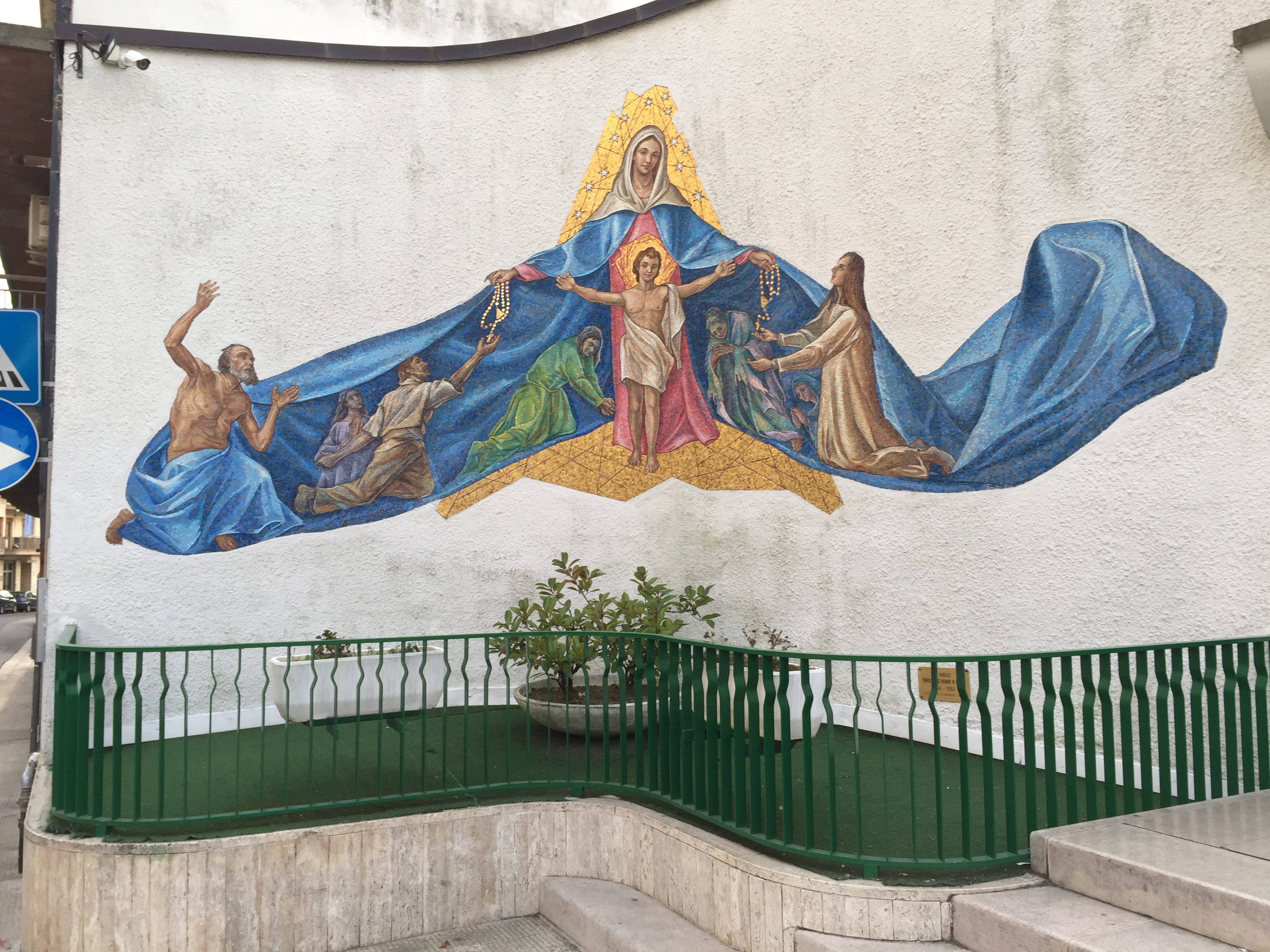
Il mosaico esterno
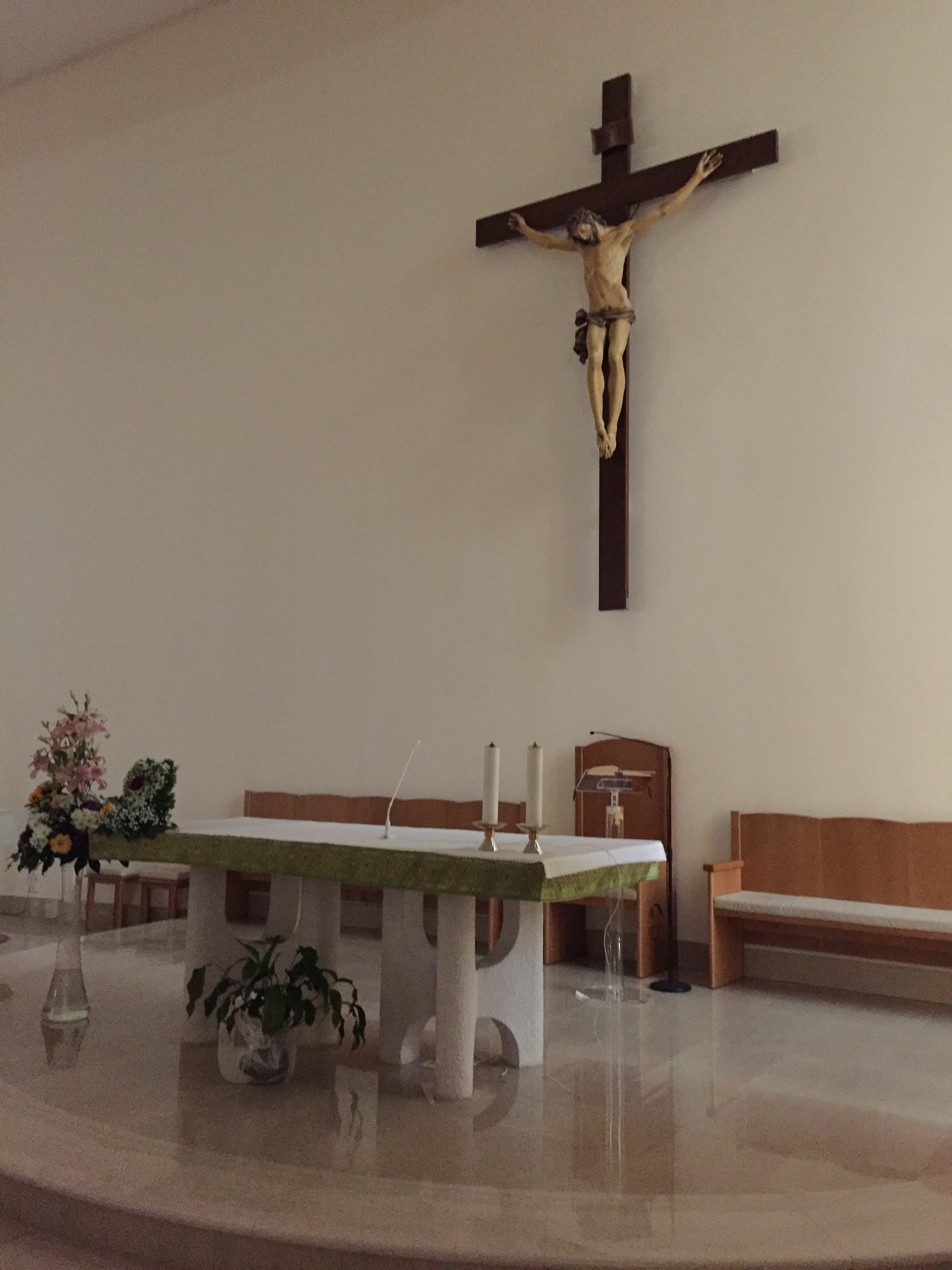
L'altare
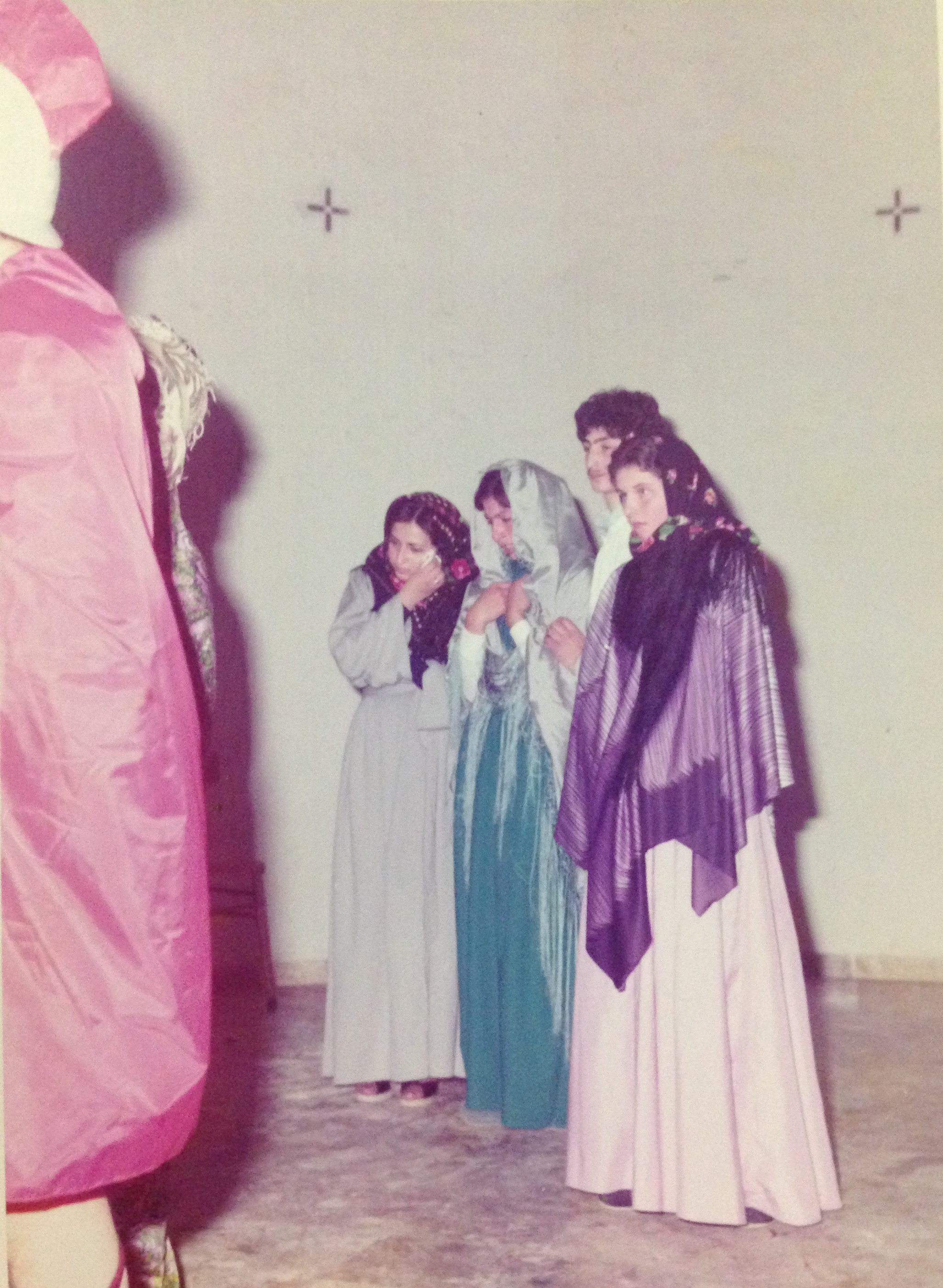
Performance di carattere religioso all'interno della chiesa (anno 1974).
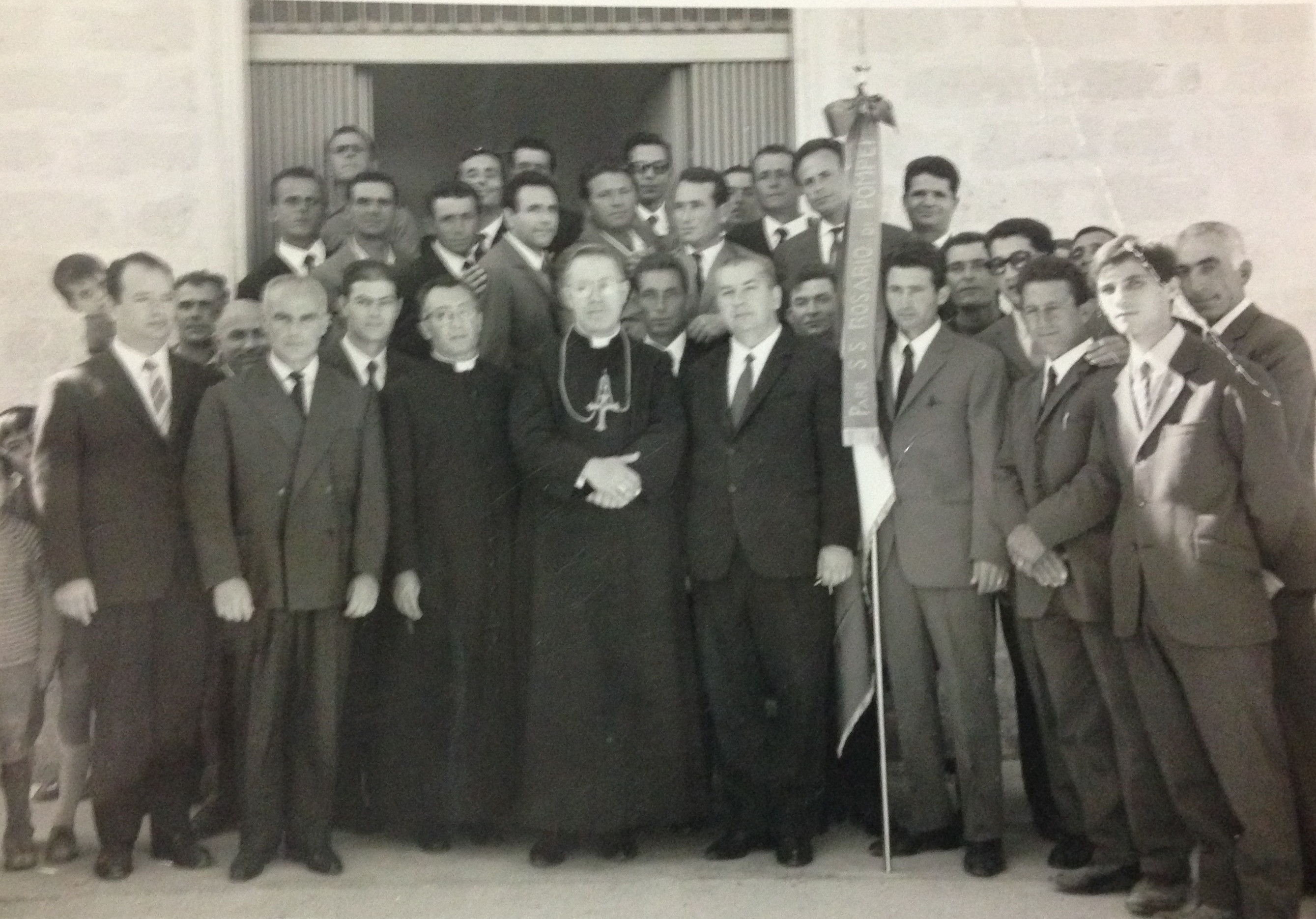
Foto della festa annuale del Santissimo Rosario di Pompei (seconda metà del Novecento)